# Cristian Herrera
Cristian Ignacio Herrera Pérez (Las Palmas de Gran Canaria, 13 marzo 1991) è un calciatore spagnolo, attaccante del Deportivo La Coruña.

## Carriera

### Club
Inizia con le giovanili al Las Palmas, fino all'arrivo al club filiale, dove gioca per tre anni: nella stagione 2012-2013 si distingue per essere il massimo goleador della squadra con 20 gol, ma, mentre sembrava che stesse per firmare un contratto con la prima squadra, decide di passare all'Elche, che in un primo momento lo lascia alla squadre riserve. L'ambientazione è quasi immediata: già alla prima giornata realizza una tripletta, successivamente mantiene una media di quasi un gol a partita.
Le prestazioni gli consentono di essere convocato in prima squadra. L'esordio avviene contro il Valencia il 24 novembre 2013, quando subentra al 78º minuto al posto di Javi Márquez. Dopo solo cinque giri di lancetta realizza di sinistro il suo primo gol e il 700º dell'Elche nella massima serie spagnola che ha fissato il risultato sul finale 2–1 in favore degli Ilicitani. Trascorre 4 stagioni con il Lugo, dopo due anni passati tra l'Almería e il Girona, realizzando 33 reti nelle 160 partite giocate con il club galiziano. Il 13 agosto 2021 viene ufficializzato il suo passaggio all'Ibiza, firmando un contratto biennale. Non lo rinnova, ed il 22 giugno 2023 trova l'accordo per tornare al Las Palmas per la stagione 2023-2024.

## Statistiche

### Presenze e reti nei club
Statistiche aggiornate al 22 giugno 2023.
| Stagione                   | Squadra                    | Campionato                 | Campionato | Campionato | Coppe nazionali | Coppe nazionali | Coppe nazionali | Coppe continentali | Coppe continentali | Coppe continentali | Altre coppe | Altre coppe | Altre coppe | Totale | Totale |
| Stagione                   | Squadra                    | Comp                       | Pres       | Reti       | Comp            | Pres            | Reti            | Comp               | Pres               | Reti               | Comp        | Pres        | Reti        | Pres   | Reti   |
| -------------------------- | -------------------------- | -------------------------- | ---------- | ---------- | --------------- | --------------- | --------------- | ------------------ | ------------------ | ------------------ | ----------- | ----------- | ----------- | ------ | ------ |
| 2010-2011                  | Las Palmas Atlético        | TD                         | ?          | 13         | -               | -               | -               |                    | -                  | -                  |             | -           | -           | ?      | 13     |
| 2011-2012                  | Las Palmas Atlético        | TD                         | ?          | 8          | -               | -               | -               |                    | -                  | -                  |             | -           | -           | ?      | 8      |
| 2012-2013                  | Las Palmas Atlético        | TD                         | ?          | 19         | -               | -               | -               |                    | -                  | -                  |             | -           | -           | ?      | 19     |
| Totale Las Palmas Atlético | Totale Las Palmas Atlético | Totale Las Palmas Atlético | 83         | 40         |                 | -               | -               |                    | -                  | -                  |             | -           | -           | 83     | 40     |
| 2013-2014                  | Elche Ilicitano            | SBD                        | 14         | 13         | -               | -               | -               |                    | -                  | -                  |             | -           | -           | 14     | 13     |
| 2013-2014                  | Elche                      | PD                         | 21         | 3          | CR              | 1               | 0               |                    | -                  | -                  |             | -           | -           | 22     | 3      |
| 2014-2015                  | Elche                      | PD                         | 26         | 1          | CR              | 4               | 0               | -                  | -                  | -                  | -           | -           | -           | 30     | 1      |
| Totale Elche               | Totale Elche               | Totale Elche               | 47         | 4          |                 | 5               | 0               |                    | -                  | -                  |             | -           | -           | 52     | 4      |
| 2015-feb. 2016             | Almería                    | SD                         | 9          | 0          | CR              | 4               | 2               | -                  | -                  | -                  | -           | -           | -           | 13     | 2      |
| feb. 2016-2016             | Girona                     | SD                         | 19+4       | 5+2        | CR              | 0               | 0               | -                  | -                  | -                  | -           | -           | -           | 23     | 7      |
| 2016-2017                  | Girona                     | SD                         | 31         | 2          | CR              | 0               | 0               | -                  | -                  | -                  | -           | -           | -           | 31     | 2      |
| Totale Girona              | Totale Girona              | Totale Girona              | 54         | 9          |                 | 0               | 0               |                    | -                  | -                  |             | -           | -           | 54     | 9      |
| 2017-2018                  | Lugo                       | SD                         | 40         | 7          | CR              | 1               | 0               | -                  | -                  | -                  | -           | -           | -           | 41     | 7      |
| 2018-2019                  | Lugo                       | SD                         | 34         | 10         | CR              | 2               | 1               | -                  | -                  | -                  | -           | -           | -           | 36     | 11     |
| 2019-2020                  | Lugo                       | SD                         | 40         | 12         | CR              | 1               | 1               | -                  | -                  | -                  | -           | -           | -           | 41     | 13     |
| 2020-2021                  | Lugo                       | SD                         | 40         | 2          | CR              | 2               | 0               | -                  | -                  | -                  | -           | -           | -           | 42     | 2      |
| Totale Lugo                | Totale Lugo                | Totale Lugo                | 154        | 31         | -               | 6               | 2               | -                  | -                  | -                  |             | -           | -           | 160    | 33     |
| 2021-2022                  | Ibiza                      | SD                         | 36         | 11         | CR              | 2               | 0               | -                  | -                  | -                  | -           | -           | -           | 38     | 11     |
| 2022-2023                  | Ibiza                      | SD                         | 35         | 9          | CR              | 2               | 1               | -                  | -                  | -                  | -           | -           | -           | 37     | 10     |
| Totale Ibiza               | Totale Ibiza               | Totale Ibiza               | 71         | 20         | -               | 4               | 1               | -                  | -                  | -                  |             | -           | -           | 75     | 21     |
| Totale carriera            | Totale carriera            | Totale carriera            | 432        | 117        | -               | 19              | 5               | -                  | -                  | -                  |             | -           | -           | 451    | 122    |